# جیمی هاول
جیمی هاول (انگلیسی: Jamie Howell؛ زادهٔ ۱۹ فوریهٔ ۱۹۷۷) بازیکن فوتبال اهل بریتانیا است.
از باشگاه‌هایی که در آن بازی کرده‌است می‌توان به باشگاه فوتبال آرسنال، باشگاه فوتبال پورتسموث، باشگاه فوتبال نوتس کانتی، باشگاه فوتبال تورکی یونایتد، باشگاه فوتبال برایتون اند هوو آلبیون، باشگاه فوتبال برجس هیل تاون، و باشگاه فوتبال برجس هیل تاون، اشاره کرد.